# (16122) Wenyicai
(16122) Wenyicai (1999 XW67) – planetoida z grupy pasa głównego asteroid okrążająca Słońce w ciągu 3,78 lat w średniej odległości 2,42 j.a. Odkryta 7 grudnia 1999 roku.